# Szubin
Szubin (germană Schubin) este un oraș în Ținutul Nakło, Voievodatul Cuiavia și Pomerania, Polonia, localizat la sud-vest de Bydgoszcz.

## Istoric
Primele mențiuni istorice ale unei așezări lângă castelul familiei Pałuk au fost din anul 1365. Aceasta a devenit oraș în anul 1434. În 1773 orașul Szubin a fost încorporat în Prusia în a doua Împărțire a Poloniei.
Localnicii au luat parte în secolul al XIX-lea la diferite insurecții prin care au încercat fără succes să-și recapete libertatea. După Primul Război Mondial orașul a devenit parte a celei de a doua Republici Poloneze.
În septembrie 1939, Szubinul a fost rapid ocupat de trupele germane și a fost încorporat Reich-ului nazist, ca parte a Reichsgau Wartheland.
Școala de băieți din oraș a fost înconjurată de garduri de sârmă ghimpată și au fost adăugate cabane de beton, astfel încât aceasta putea deveni tabără de prizonieri de război pentru ofițerii francezi, polonezi și sovietici capturați, ca Oflag XXI-B⁠(en)[traduceți]. În 1943 tabăra a fost transformată în tabără de ofițeri a Forțelor armate ale Statelor Unite ale Americii ca Oflag 64⁠(en)[traduceți].
Orașul a fost redat Poloniei după ce a fost eliberat de către trupele sovietice la 21 ianuarie 1945.

## Obiective turistice
- Ruinele castelului (secolul al XIII-lea – XIV-lea)
- Biserica gotică Sf. Martin (secolele XIV, XIX) cu Capela Jagiellonă (secolul al XVI-lea)
- Capela din lemn Sf. Margareta a cimitirului parohial (1748)
- Biserica Sf. Anna, care a aparținut taberei de prizonieri de război
- Cladirea administrativă de arest preventiv (în timpul primului război mondial, lagărele de administrare Oflag XXI-B și Oflag 64)